# 로만 토레스
로만 아우엘리아노 토레스 모르시요(Román Aureliano Torres Morcillo, 1986년 3월 20일 ~ )는 현재 미국 메이저 아레나 사커 리그의 터코마 스타스에서 수비수로 활동 중인 파나마의 축구 선수로 FIFA 센추리클럽에 가입되어 있는 10명의 파나마 선수 중 한명이며 파나마 대표팀의 주장을 역임하기도 했다.

## 선수 경력

### 클럽
2004년 체포 FC 입단을 통해 프로에 입문한 후 2020년 현재 프로 통산 411경기에서 45골을 뽑아내면서 체포 FC의 2003년 롬멜 페르난데스컵 우승, 산프란시스코 FC의 리그 2회 우승, 라 에키다드의 2008년 코파 콜롬비아 우승, 후니오르 FC의 카테고리아 프리메라 A 2010 시즌 우승, 아틀레티코 나시오날의 2011 시즌 우승, 미요나리오스 FC의 2012 시즌 우승, 시애틀 사운더스 FC의 MLS컵 2회 우승 등 모두 9번의 리그 및 컵대회 우승에 기여했고 이후 2020년 인터 마이애미로 전격 이적했다.

### 국가대표팀
2005년 7월 17일 남아프리카 공화국과의 2005년 CONCACAF 골드컵 8강전에서 국제 A매치 데뷔전을 치뤘고 팀은 이 대회에서 미국에게 패하며 준우승을 차지했다. 이후 A매치 119경기에 출전하며 2007년 UNCAF 네이션스컵 준우승, 2009년 UNCAF 네이션스컵 우승, 2013년 CONCACAF 골드컵 준우승에 일조했고 2015년과 2017년에는 CONCACAF 베스트 11에 선정되는 영예를 안았으며 2018년 FIFA 월드컵 북중미카리브 지역 예선에도 출전하여 파나마의 사상 첫 월드컵 본선 진출에도 혁혁한 공을 세웠다. 비록 팀은 본선에서 힘 한번 써보지도 못하고 3전 전패를 당하며 조별리그 탈락의 쓴 잔을 마셨지만 사상 첫 월드컵 본선 진출은 그야말로 파나마 축구 역사의 한 페이지를 장식하기에 충분한 사건으로 기록됐다.

## 경력 통계

### 국가대표
2018년 9월 12일  기준
| 파나마 | 파나마 | 파나마 |
| 연도   | 경기   | 득점   |
| ------ | ------ | ------ |
| 2005   | 4      | 0      |
| 2006   | 2      | 0      |
| 2007   | 11     | 0      |
| 2008   | 4      | 0      |
| 2009   | 6      | 0      |
| 2010   | 8      | 1      |
| 2011   | 13     | 0      |
| 2012   | 8      | 0      |
| 2013   | 18     | 2      |
| 2014   | 8      | 2      |
| 2015   | 12     | 3      |
| 2016   | 2      | 0      |
| 2017   | 7      | 2      |
| 2018   | 7      | 0      |
| 합계   | 110    | 10     |

## 수상 내역

### 클럽
체포
- 코파 롬멜 페르난데스: 2003

산프란시스코
- 리가 파나메냐: 2005C, 2006A

라 에키다드
- 코파 콜롬비아: 2008

후니오르
- 카테고리아 프리메라 A: 2010A

아틀레티코 나시오날
- 카테고리아 프리메라 A: 2011A

미요나리오스
- 카테고리아 프리메라 A: 2012F

시애틀 사운더스 FC
- MLS컵: 2016, 2019

### 개인
- CONCACAF 베스트 11: 2015[2], 2017[3]

## 같이 보기
- A매치 100경기 이상 출전한 축구 선수 명단